# Лазурна (колійний пост)
Лазу́рна — пасажирський залізничний колійний пост Луганської дирекції Донецької залізниці.
Розташований поблизу селища Новий, Перевальський район, Луганської області на лінії Дебальцеве — Попасна між станціями Стаханів (4 км) та Ломуватка (5 км).
Через військову агресію Росії на сході Україні транспортне сполучення припинене.